# Voivodato de Poznan
El Voivodato de Poznan (en polaco: Województwo poznańskie) fue un voivodato de Polonia. Varias  regiones administrativas cuyo centro ha sido la ciudad polaca de Poznan han llevado este nombre a lo largo de la historia, si bien los límites han cambiado a lo largo de los años. El voivodato de Poznan se incorporó a la Gran Polonia después de las reformas llevadas a cabo por el gobierno local de 1998.

## 1320 a 1793

Voivodato de Poznan en 1793.

Escudo del voivodato durante la Mancomunidad de Polonia-Lituania.

El voivodato de Poznan (en latín: Palatinatus Posnaniensis) se estableció en 1320 y fue parte de la Gran Polonia, hasta que fue anexionada por Prusia en 1793 tras la segunda partición de Polonia.
El voivodato comprendía la parte occidental del antiguo Ducado de la Gran Polonia, con su histórica capital de Poznan. Como era la parte más occidental de la Mancomunidad de Polonia-Lituania limitaba con la región Neumark del Margraviato de Brandeburgo en el oeste, con la tierra de la corona de Bohemia de Silesia en el sur y con el Ducado de Pomerania en el norte. El área adyacente al este de la Gran Polonia pertenecía a la voivodato de Kalisz.
El puesto de avanzada norteño de Drahim fue anexada a Brandeburgo-Prusia de acuerdo con el Tratado de Bromberg de 1657. En el transcurso de la primera partición de Polonia en 1772, el voivodato perdió la zona norte alrededor Wałcz que pasó al distrito prusiano de Netze, mientras los restos de este fueron anexadas por Prusia en 1793 e incorporadas en la provincia de Prusia del Sur.
Zygmunt Gloger en su libro monumental Geografía histórica de las Tierras de la Antigua Polonia ofrece esta descripción del voivodato de Poznań:

El voivodato de Poznan, junto con Kalisz y Kujawy, eran en los tiempos de los antiguos habitados por los Polanes. Ya en los tiempos de Boleslao Chrobry, la Tierra de Poznan tenía sus propios voivodas, mientras que la propia ciudad de Poznań fue gord principal de la antigua Lechia (...) Cuando, tras el Testamento de Boleslao III Krzywousty, Polonia fue dividida entre su hijos, por más de 150 años la Gran Polonia fue un ducado independiente. En 1305 se unió con el Reino de Polonia, por Wladyslaw Lokietek, que lo convirtió en un voivodato (...) En 1346, el rey Kazimierz Wielki tomó el control de la Tierra de Wschowa, uniéndola con el voivodato de Poznan.

El voivodato, dividido por el río Varta en dos mitades casi iguales, hizo parte occidental de la Gran Polonia. Su superficie era de 294 millas cuadradas, divididos en los condados de Poznan (162 millas cuadraras), Koscian (92), Walcz detrás del río Notec (30), y la Tierra de Wschowa (9). En la mitad del siglo XVI, tenía 259 parroquias romano-católicas. La mayor densidad de población era la tierra de Wschowa, mientras que el condado de Walcz estaba cubierta de extensos bosques.

El voivodato de Poznan tenía nueve senadores. Estos fueron: el obispo de Poznan, el voivoda de Poznan y el castellano de Poznan, así como seis castellanos menores - los de Miedzyrzecz, Rogozno, Srem, Przemecz, Krzywin y Santok. La Tierra de Wschowa tenía su propio starosta, así como sus funcionarios públicos independientes (...) Los sejmiks tanto de Poznan como de Kalisz tuvieron lugar en Sroda Wielkopolska, donde los dos voivodatos elegían 12 diputados al Sejm, y 4 diputados al Tribunal Mayor de Polonia en Piotrkow Trybunalski.

Las principales ciudades, en orden alfabético, eran:
- Drahim
- Kościan
- Leszno
- Oborniki
- Międzyrzecz
- Poznan
- Rogoźno
- Śrem
- Szamotuły
- Wieleń
- Wałcz
- Wronki
- Wschowa

## 1793 a 1921
Entre 1793 y 1921 el territorio que figuraba anteriormente como el voivodato de Poznan fue parte de Prusia del Sur, el Gran Ducado de Varsovia, el Gran Ducado de Posen, y la Provincia de Posen en Prusia.

## 1921 a 1939

Voivodato de Poznan en 1938.

Escudo del voivodato durante la Segunda República Polaca.

Después de la Primera Guerra Mundial, el voivodato de Poznan fue creado a partir de la provincia prusiana de Posen. Las fronteras cambiaron en 1939: Bydgoszcz pasó a la Pomerania, pero se incluyeron algunas zonas del este. Después de los cambios, el área pasó a 28 089 km² y una población de 2 339 600 personas
Entre el 1 de abril de 1938 y el 1 de septiembre de 1939, el área del voivodato era de 28 089 km², y su población de 2 339 600 (según el censo de 1931 de Polonia). Constaba de 29 powiats (el número más alto en Polonia, sin embargo, la mayoría de ellos eran muy pequeños, tanto en superficie como en población), 100 municipios (el número más alto en Polonia) y 237 aldeas. La densidad de ferrocarriles era alta, con 10.1 kilómetros por cada 100 km² (la longitud total de vías férreas en el área de la Silesia era de 2 684 kilómetros, la más alta de todo el país). Los bosques cubrían el 19.8% de la Silesia, que fue inferior a la media nacional (en 1937 la media fue de 22.2%).
El voivodato fue uno de los más ricos y mejor desarrollados de la Polonia de entreguerras. Con numerosas ciudades y red ferroviaria bien desarrollada, también era el granero del país, con agricultura altamente eficiente y bien mecanizada. La ciudad de Poznan fue un gran centro industrial, así como un cruce clave de ferrocarril. Solo el 7.6% de la población era analfabeta, lo cual era mucho más bajo que el promedio nacional de 23.1% (a partir de 1931). Los polacos constituían la mayoría de la población (90,5%), con 7,4% de alemanes y 1,9% Judíos.
Después de la Primera Guerra Mundial, el número de alemanes era 224 254 en 1926 y 203 135 en 1934.
- Capital de la región: Poznan.
- Principales ciudades: Bydgoszcz, Gniezno, Inowrocław, Jarocin, Krotoszyn, Leszno, Miedzychod, Ostrów Wielkopolski, Rawicz.

## 1939 a 1945

Voivodato de Poznan en 1946.

Durante la Segunda Guerra Mundial, Polonia fue ocupada por los nazis y las fuerzas soviéticas, por lo cual su territorio fue anexado por Alemania y nombrado como Reichsgau de Wartheland, que en parte se superponía con la antigua Provincia de Posen y también tenía a Posen (Poznan) como su capital.

## 1945 a 1975

Voivodato de Poznan en 1950.

En virtud de las reformas que regularon la división administrativa del país desde el 28 de junio de 1946, el voivodato de Poznan cubrió la superficie ocupada por la región del mismo nombre antes de la guerra, que incluía la parte sur-occidental de los territorios recuperados, entre ellos Piła, Gorzow Wielkopolski y Zielona Góra, incluidos en la Pomerania Occidental. La unidad administrativa resultante fue la más grande en el país y se dividía en cuarenta y una comarcas, entre ellos dos municipios: Poznan y Gniezno. El condado rural más grande y poblado era el entonces condado de Konin.
El 28 de junio de 1946 se creó la oficina provincial en Gorzow, su área de influencia cubría los distritos de Babimojski, Gorzowski, Gubiński, Krosno, Międzyrzecki, Pilski, Rzepiński, Skwierzyński, Sulęciński, Tiro, świebodziński, Wschowski y Zielona.
La reforma administrativa del 6 de julio de 1950 se tradujo en la creación de nuevos voivodatos: Koszalin, Opole y Zielona Góra. Este último se formó de los condados occidentales del voivodato de Poznan, y además de ellos, de los condados anexos de Mogilno y Żnin en el voivodato de Bydgoszcz, por lo que su superficie se redujo y sus fronteras quedaron muy similares a lo que es hoy el voivodato de Gran Polonia.
En 1975 fue reemplazado finalmente por un reducido voivodato de Poznan, y los voivodatos de Kalisz, Konin, Piła y Leszno.

## 1975 a 1998

Voivodato de Poznan en 1975.

El voivodato de Poznan (en polaco: Poznańskie województwo) vuelve a ser redibujado en 1975 y fue finalmente sustituido por el de la Gran Polonia, que se formó por la fusión de cinco voivodatos.
Capital: Poznan.
Las principales ciudades y pueblos (con población de 1995) eran:
- Poznan (581 800);
- Gniezno (71 000);
- Śrem (29 800);
- Września (28 600);
- Swarzędz (26 100);
- Środa Wielkopolska (21 400);
- Luboń (20 700);